# 花京院停留場
花京院停留場（かきょういんていりゅうじょう）は、かつて宮城県仙台市（現在の同市青葉区）花京院にあった仙台市交通局（仙台市電）の停留場である。

## 概要
循環線と原の町線の分岐駅となっていた。

## 駅周辺
- 花京院シルバーセンター前バス停（仙台市営バス）

## 歴史
- 1927年11月24日 - 仙台駅前停留場 - 錦町停留場（当時の光禅寺通停留場）間開通により開業
- 1946年12月25日 - 原の町線花京院停留場 - 榴ヶ岡気象台前停留場間開通
- 1976年4月1日 - 全線廃線により廃駅

花京院通停留場として開業し、後に駅名が変更された。

## 隣の駅
仙台市電
循環線
錦町停留場 - 花京院停留場 - 中央一丁目停留場
原の町線
（中央一丁目停留場 -） 花京院停留場 - 小田原一丁目停留場